# Herbert Brödl

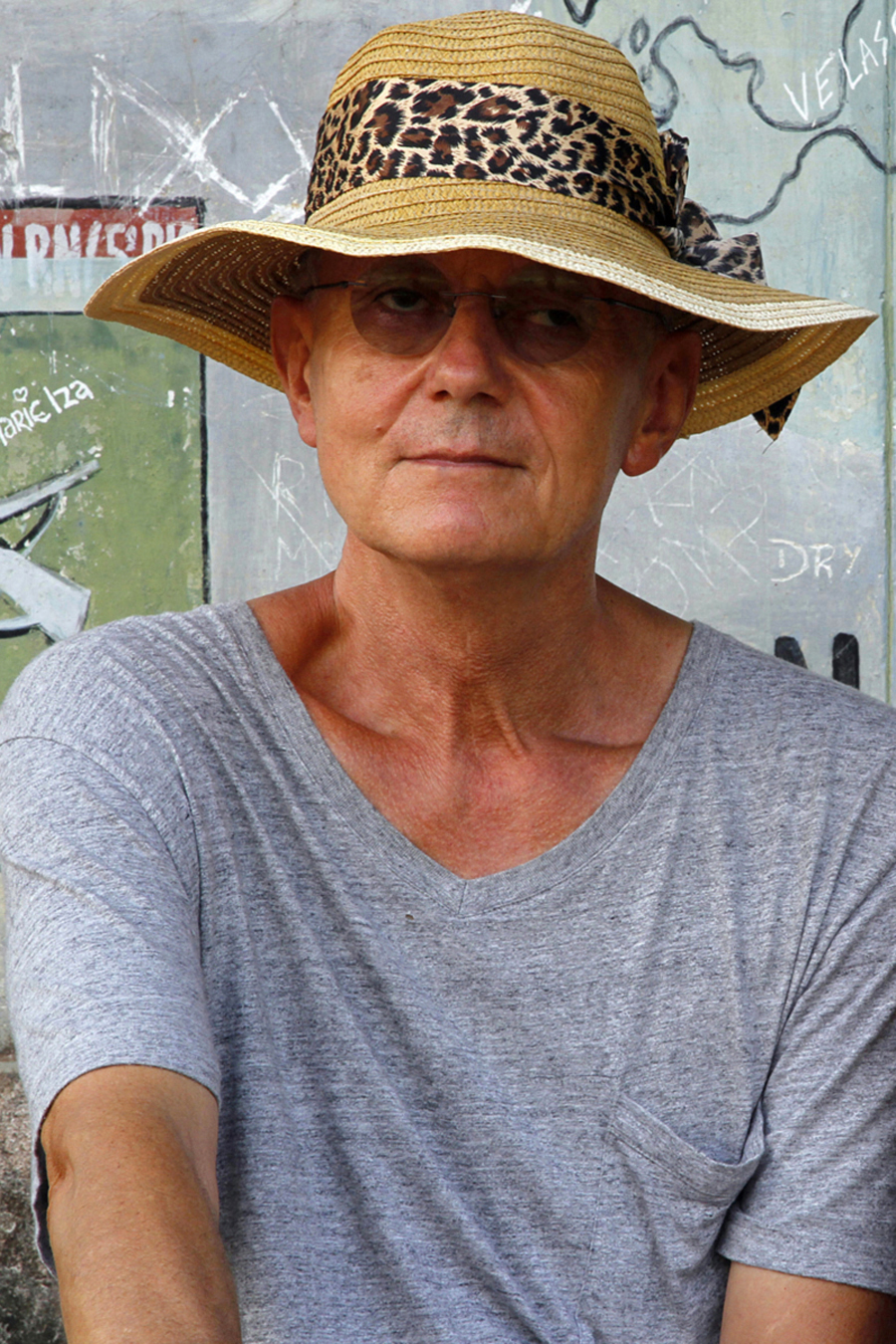
Herbert Brödl, Dreharbeiten Schwarzer Fluss, Brasilien 2012

Herbert Brödl (* 23. Mai 1949 in St. Pölten; † 16. Dezember 2015 in Enzenkirchen) war ein österreichischer Filmregisseur, Autor und Produzent.

## Biografie
Herbert Brödl besuchte von 1968 bis 1969 das Max-Reinhardt-Seminar und studierte von 1969 bis 1973 Philosophie an der Universität Wien. 1971 und 1972 drehte er seine ersten Filme für den ORF. 1974 zog er nach Hamburg und schrieb Drehbücher, die von Peter Lilienthal, Rainer Boldt und Volker Vogeler verfilmt wurden. Ab 1976 realisierte er als Autor und Regisseur Filme in Peru, Italien, Südafrika, Vanuatu, Benin, Simbabwe, São Tomé e Príncipe und immer wieder in Brasilien, wo acht seiner Filme entstanden.
Sein Filmschaffen ist grenzgängerisch zwischen den Genres, dokumentarisch und fiktional mit Laien und Schauspielern inszeniert, zwischen Gefundenem und Erfundenem, Fakt und Fantasie.
1982 gründete er in Hamburg die Filmproduktion Baumhaus Film Brödl, mit der er bis 2002 seine Filme herstellte. Von 1993 bis 2007 arbeitete er an einem Äquator-Zyklus, der sechs Filme vereint, deren Schauplätze und Geschichten in äquatorialen Regionen angesiedelt sind.
ARD, ZDF, ORF, 3sat und arte haben seit 1972 seine Filme ausgestrahlt, die bis zu 5,5 Millionen Zuschauer hatten und auch in Programmkinos und auf internationalen Festivals gezeigt wurden.

## Auszeichnungen
- 1973: Preis des Wiener Kunstfonds für Film
- 1977: Fernsehpreis der Deutschen Akademie der Darstellenden Künste
- 1995: Hessischer Filmpreis

## Filmografie (Auswahl)
- 1971: Nachrichten richten nach
- 1974: Hauptlehrer Hofer
- 1976: Fehlschuss
- 1976: Zivilisierte Tropen
- 1977: Die Straße
- 1979: Feuerzeichen
- 1979: Arnulf Rainer – Körperkunst
- 1984: Das Schlangenfischkanu
- 1986: Feuerberg
- 1987: Inseln der Illusion
- 1990: Trance-Atlantik
- 1991: Djadje
- 1994: Jaguar und Regen
- 1994: Arnulf Rainer – Sternsucher
- 1996: Goldland
- 1998: Früchtchen
- 2000: Bad Boy
- 2002: Eclipse
- 2008: Flieger
- 2012: Schwarzer Fluss
- 2014: Maler Rainer

## Kurzfilme
- 2006: Amazon
- 2011: Miss Zebra
- 2014: March 8, 1971

## Publikationen
- 1972: Fingerabdrücke (Suhrkamp Verlag)
- 1972: Der kluge Waffenfabrikant (Suhrkamp Verlag)
- 1980: Silvana (S. Fischer Verlag)
- 2000: À sombra das palmeiras (Goethe-Institut Rio de Janeiro)